# ترجمة حرفية

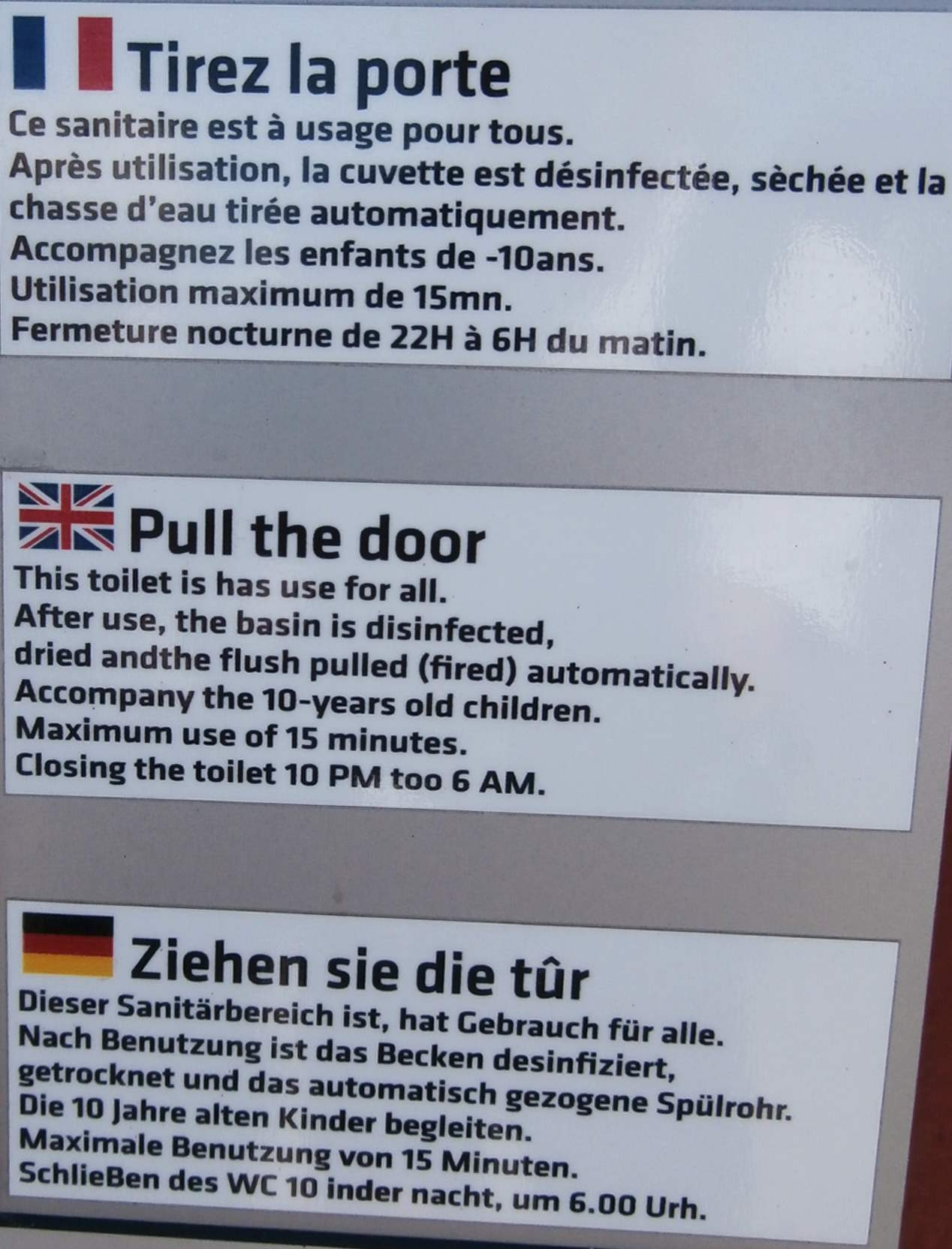
"ترجمات" مضحكة جدًا من الفرنسية إلى الإنجليزية إلى الألمانية

الترجمة الحرفية أو الترجمة المباشرة هي ترجمة الألفاظ من لغة إلى أخرى «كلمة بكلمة». وقد تشوه المعنى المراد وتخرج لنا جملة عرنجية إذا اعتمد عليها المترجم بدلا من نقل المعنى المقصود في الأصل. (يكون هذا التمييز صحيحا عندما لا تعبر الترجمة الحرفية بدقة عن المعنى، وهذا غير صحيح دائما).
تدل «الترجمة الحرفية» في دراسات الترجمة، على الترجمة التقنية للنصوص العلمية، والتقنية والتكنولوجية أو القانونية.
أما في نظرية الترجمة فإن «الترجمة الحرفية» لها مصطلح أخر وهو “ metaphrase” وأما بالنسبة لترجمة العبارات والمعاني فإن المصطلح الأخر لها وهو «إعادة الصياغة».
تعدّ الترجمة الحرفية ترجمة سيئة (مفردة لمفردة أو لفظ للمفردة)، فعلى سبيل المثال؛ عند ترجمة النصوص غير التقنية قد تكون التراجم الحرفية مرادف للترجمة السيئة للتعابير، أو بمعنى أخر ترجمة لغة تحليلية إلى لغة تركيبية، حيث يمكن أن ينتج عنها ترجمة غير مفهومة نحويا.

## مصطلح في دراسات الترجمة

### استعمالات المصطلح
بدأ مصطلح «الترجمة الحرفية» بالظهور في عناوين التراجم الإنجليزية للكلاسيكيات، والتوراة وغيرها من النصوص في القرن التاسع عشر.

### الجملة
يمكن للكاتب الذي يترجم عملا مكتوبا بلغة لا يعرفها أن يستخدم التراجم الحرفية أحيانا («الأسرة»، «المهور»، أو «الهرولة»). على سبيل المثال يعرف أن روبيرت بينسكي قد استخدم ترجمة حرفية خلال ترجمته لرواية (الجحيم لدانتي عام 1994) حيث أنه لا يعرف الإيطالية. وقام ريتشارد بيفير بالاستفادة من التراجم الحرفية التي قدمتها زوجته لاريسا فولوخونسكي في ترجمتهما لعدة روايات روسية.

### من الشعر إلى النثر
يمكن أن تدل الترجمة الحرفية أيضا على ترجمة تمثل المعنى الدقيق للنص الأصلي ولكن لا تحاول نقل أسلوبه، جماله أو شعره. ومع ذلك هناك فرق شاسع بين الترجمة الحرفية للعمل الشعري وترجمة النثر. ويجوز للترجمة الحرفية للشعر أن تكون في النثر بدلا من أبيات الشعر ولكن يجب أن تكون خالية من الأخطاء أيضا. وتعدّ ترجمة تشارلز سينغلتون الكوميديا الإلهية عام (1975) ترجمة نثرية.

## الترجمة كممارسة سيئة
ويعني مصطلح الترجمة «الحرفية» أنها ربما ستكون مليئة بالأخطاء لأن المترجم على سبيل المثال لا يبذل أي جهد لنقل التعابير الصحيحة أو ظلال المعنى.

### أمثلة
أن الترجمة الإنجليزية الحرفية للكلمة الألمانية "Kindergarten-هي "حديقة الأطفال" ولكن التعبير يشير إلى السنة الدراسية بين مرحلة ما قبل الدراسة والصف الأول. وتسمى الترجمات الحرفية، والتي تقوم بترجمة المكونات الفردية داخل الكلمات أو مركبات الكلمات لإنشاء مفردات جديدة في اللغة الهدف (وهي عملية تعرف أيضا ب "الترجمة المقرضة") مثل " حديقة البيرة " من الألمانية "Biergarten"، بالاستعارة.
كما أن الترجمة الحرفية للجملة الإيطالية "So che questo non va bene " («أعلم أن هذا ليس جيدا») تصبح [ (أنا) أن هذا لا يذهب (هو) جيد]. حيث أن الجملة تشتمل على كلمات بالإنجليزية وقواعد بالإيطالية. 

### الترجمة الالية
كانت الترجمات الآلية السابقة اعتبارا من (1962 على الأقل) سيئة السمعة لأنها ببساطة تستخدم قاعدة بيانات من الكلمات وترجماتها. إلا أن المحاولات اللاحقة للعبارات المستخدمة الشائعة أسفرت عن هيكل نحوي أفضل وتصوير للعديد من التعابير اللغوية ولكن تركت الكثير من الكلمات بدون ترجمة في اللغة الأصلية. تتطلب ترجمة اللغات المركبة استخدام محلل الكلمات المركبة أو التراكيب.
إن أفضل الأنظمة في وقتنا الحالي تستخدم مزيجا من التقنيات المذكورة أعلاه، وتطبق خوارزميات للتصحيح «الطبيعي» للترجمة. أما في النهاية فإن الشركات المتخصصة في الترجمة التي توظف الترجمة الآلية تستخدمها كأداة لخلق ترجمة تقريبية والتي يتم تلقيحها ومراجعتها من قبل أي مترجم محترف.

### اللغة المبسطة
في كثير من الأحيان يخلق المهاجرون من الجيل الأول نوعا من الترجمة الحرفية في طريقة تحدثهم لغة آبائهم الأصلية. وينتج عن هذه الترجمة مزيج من اللغتين تسمى اللغة المبسطة. وهناك العديد من الأمزجة لها أسماء محددة مثل السبانجليش أو الجيرميش. فعلى سبيل المثال، يُسمع من الأطفال الأميركيين من المهاجرين الألمان باستخدام "rockingstool" من الكلمة الألمانية "Schaukelstuhl" بدلا من «الكرسي الهزاز».

### التراجم الخاطئة
إن الترجمة الحرفية للتعابير اللغوية هي مصدر للعديد من نكات المترجمين الخفية (الأبوكريفا). كما أن المثال المشهور التالي يقال في كل من سياق المترجمين المبتدئين والترجمة الآلية: عندما ترجمت الجملة «الروح مستعدة لكن الجسد ضعيف» من إصحاح مرقس 14:23 الى اللغة الروسية ومن ثم إلى اللغة الإنجليزية مرة أخرى كانت الترجمة «الكحول جيدة لكن اللحم متعفن». ويعتقد عموما أن هذه مجرد قصة مسلية بسيطة وليست إشارة واقعية إلى خطأ في الترجمة الآلية الفعلية.